# Atheux
Les Atheux ou Atesui ou Étusiates étaient un peuple gaulois faisant partie des Ségusiaves. Ils occupaient une région de la vallée du Rhône au nord de Loire-sur-Rhône. Leur nom s'est perpétué dans celui de Saint-Romain-les-Atheux.